# El desfile del amor
El desfile del amor (The Love Parade) es una comedia musical de 1929. El argumento trata de los problemas de la princesa Louise, del reino de Sylvania (Jeanette MacDonald), que es una mujer bella pero no encuentra marido. Todo cambiará cuando vea, en su emisario en París (Maurice Chevalier), al hombre de sus sueños.
El guion fue escrito por Guy Bolton y Ernest Vajda, basándose en la obra teatral The Prince Consort, de Jules Chancel y Leon Xanrof. El film, dirigido por Ernst Lubitsch, fue su primer largometraje sonoro como director así como el debut de Jeanette MacDonald. 
El film fue nominado a seis premios Oscar. 

## Reparto
- Maurice Chevalier - Conde Alfred Renard
- Jeanette MacDonald - Reina Louise
- Lupino Lane - Jacques
- Lillian Roth - Lulu
- Eugene Pallette - ministro de la Guerra
- E. H. Calvert - Sylvanian ambassador
- Edgar Norton - Maestro de Celermonias
- Lionel Belmore - primer ministro

## Música
- Dream Lover
- March Of The Grenadiers

## Premios
Oscar 1930
| Categoría                            | Persona           | Resultado |
| ------------------------------------ | ----------------- | --------- |
| Óscar a la mejor película            |                   | Candidato |
| Óscar a la mejor dirección           | Ernst Lubitsch    | Candidato |
| Óscar al mejor actor                 | Maurice Chevalier | Candidato |
| Óscar al mejor sonido                | Franklin Hansen   | Candidato |
| Óscar a la mejor dirección artística | Hans Dreier       | Candidato |
| Óscar a la mejor fotografía          | Victor Milner     | Candidato |

National Board of Review
| Reconocimiento              | Candidata           | Resultado |
| --------------------------- | ------------------- | --------- |
| Diez mejores filmes del año | El desfile del amor | Incluida  |